# 豊後高田市立都甲小学校
豊後高田市立都甲小学校（ぶんごたかだしりつ とごうしょうがっこう）は、大分県豊後高田市新城にある公立小学校。2013年より豊後高田市立都甲中学校と統合し、小中一貫校「戴星学園」として開校した。

## 沿革
東都甲小学校
- 1873年2月 - 中平　銅野宝吉宅に仮校舎を置き加礼川簡易学校創設
- 1874年3月 - 新城　長賢寺に仮校舎を置き新城簡易学校創設
- 1893年5月 - 加礼川校と新城校が合併し東都甲尋常小学校に改称
- 1909年3月 - 東都甲尋常高等小学校と改称
- 1941年4月 - 東都甲国民学校と改称
- 1947年4月 - 東都甲村立東都甲小学校と改称
- 1951年 - 高田町立東都甲小学校と改称
- 1954年 - 付属幼稚園併設。豊後高田市立東都甲小学校と改称

西都甲小学校
- 1874年3月 - 都甲八幡境内に仮校舎を置き都甲学校創設
- 1874年4月 - 荒尾において鶴陽学校創設
- 1877年 - 西南の役で罹災後に都甲学校と合併
- 1887年4月 - 築地尋常小学校に改称。長岩屋簡易小学校開校
- 1892年3月 - 西都甲尋常小学校に改称、長岩屋分教場に改称
- 1909年3月 - 西都甲尋常高等小学校と改称
- 1941年4月 - 西都甲国民学校と改称
- 1947年4月 - 西都甲村立西都甲小学校と改称
- 1951年 - 高田町立西都甲小学校と改称
- 1954年 - 付属幼稚園併設。豊後高田市立西都甲小学校と改称

都甲小学校
- 1966年3月 - 学校統合により豊後高田市立都甲小学校と改称。旧東西両小学校を東都甲校舎、西都甲校舎に、長岩屋分校を長岩屋校舎と呼称
- 1970年5月 - 統合校舎落成。
- 2013年4月1日 - 都甲中学校校舎に移転し、小中一貫校豊後高田市立戴星学園が開校